# The Scarecrow
A Pink Floyd The Scarecrow című dala 1967. augusztus 5-én jelent meg a zenekar The Piper at the Gates of Dawn című bemutatkozó albumán, bár már június 16-án megjelent a zenekar második kislemezén a See Emily Play B-oldalaként. A dalt Syd Barrett írta, a felvételek az Abbey Road Studiosban készültek 1967 márciusában.
A dal témája a lét, Syd Barrett saját létét egy madárijesztőéhez hasonlítja, aki bár „szomorúbb”, mégis „beletörődött sorsába”. Hasonló témájú dalok a későbbi években egyre gyakrabban jelentek meg a zenekar albumain.
A dalhoz egy promóciós film is készült (tulajdonképpen a Pathé filmhíradója), melyben a zenekar egy mezőn egy madárijesztő társaságában hülyéskedik.
1968-ban, Brüsszelben – immár David Gilmourral – újabb filmet forgattak a dalhoz.

## Feldolgozások
Az Rx nevű zenekar Bedside Toxicology című albumán dolgozta fel a dalt.

## Közreműködők
- Syd Barrett – ének, gitár
- Richard Wright – billentyűs hangszerek
- Roger Waters – basszusgitár
- Nick Mason – dob, ütőhangszerek
- Peter Brown – hangmérnök
- Norman Smith – producer

## Külső hivatkozások
- Ismertető az Allmusic honlapján
- A dalhoz készült promóciós film Syd Barrettel